# Hausen (ved Aschaffenburg)
 For alternative betydninger, se Hausen. (Se også artikler, som begynder med Hausen)
Hausen er en kommune i Landkreis Miltenberg i Regierungsbezirk Unterfranken i den tyske delstat Bayern. Den er en del af Verwaltungsgemeinschaft Kleinwallstadt.

## Geografi
Hausen ligger i Naturpark Spessart i Region Bayerischer Untermain.

## Historie
Landsbyerne Oberhausen og Unterhausen i ærkestiftet Mainz blev ved Reichsdeputationshauptschluss 1803 en del af det nydannede Fyrstedømmet Aschaffenburg og i 1814 en del af Bayern. 25. april 1856 blev de to indtil da selvstændige kommuner sammenlagt til kommunen Hausen.